# Anders Friberg
Anders Friberg (Lund, 6 agosto 1975) è un ex calciatore svedese, di ruolo difensore.

## Carriera

### Club
Friberg cominciò la carriera con la maglia del Lunds, per poi passare al Trelleborg. Nel 2000 fu ingaggiato dai norvegesi del Bryne, per cui debuttò nella Tippeligaen il 9 aprile, quando fu titolare nel successo per 4-2 sullo Start.
Nel 2002 tornò in patria, per militare nelle file del Landskrona BoIS. Giocò poi nello Ängelholm, per ritirarsi nel 2007.